# Гоммид, Нежиб
Нежиб Гоммид (араб. نَجِيب غُمَّيْض‎; род. 12 марта 1953, Тунис) — тунисский футболист, играл на позиции полузащитника. Участник чемпионата мира 1978 года.

## Биография

### Клубная карьера
Гоммид большую часть футбольной карьеры играл за «Клуб Африкен», суммарно отыграв за эту команду в течение девяти сезонов. В составе этой команды он выиграл четыре чемпионских титула и два Кубка Туниса. Помимо этого, Гоммид в течение одного сезона играл в Саудовской Аравии за «Аль-Иттихад» из Джидды.

### Карьера в сборной
В составе сборной Туниса принимал участие на чемпионате мира 1978 года, где сыграл в трёх матчах группового этапа со сборными Мексики (3:1), Польши (0:1) и ФРГ (0:0). В матче со сборной Мексики он забил один из голов и туниссцы выиграли матч со счётом 3:1, но сборная Туниса не смогла выйти из группы на том турнире.
Всего за сборную Туниса сыграл 52 матча, в которых забил 2 гола.

## Достижения
«Клуб Африкен»
- Чемпион Туниса (4) : 1972/73, 1973/74, 1978/79, 1979/80
- Обладатель Кубка Туниса (2) : 1972/73, 1975/76